# Victor Jory

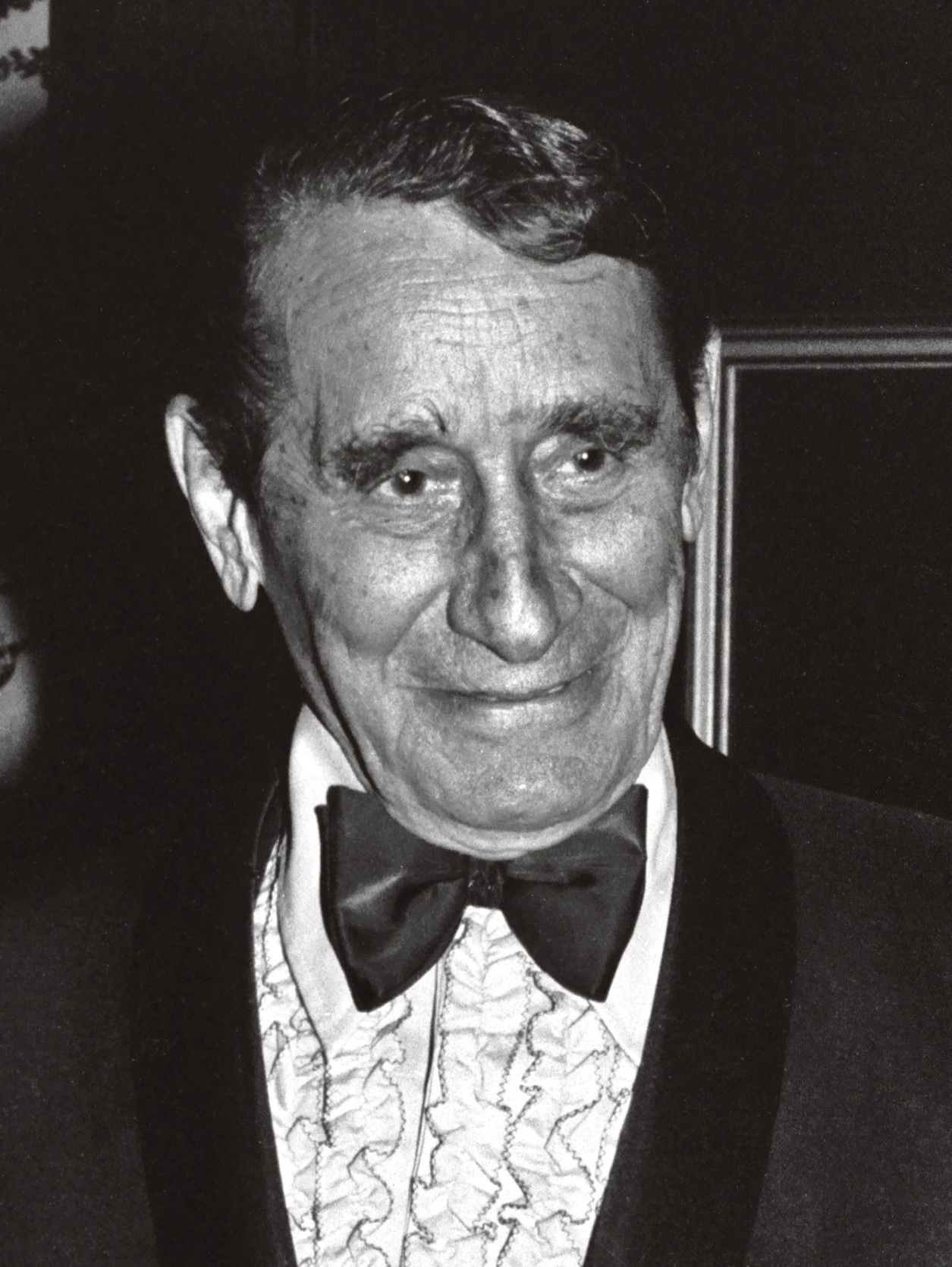
Victor Jory (1979)

Victor Jory (* 23. November 1902 in Dawson, Yukon; † 12. Februar 1982 in Santa Monica, Kalifornien) war ein kanadischer Schauspieler, der im Laufe seiner Karriere überwiegend in Schurkenrollen eingesetzt wurde.

## Leben
Victor Jory kam 1902 als Sohn von Edwin und Joanna Jory im kanadischen Dawson zur Welt. Nachdem er mit seiner Familie nach Kalifornien übergesiedelt war und eine dortige Highschool besucht hatte, ließ er sich am Pasadena Playhouse zum Schauspieler ausbilden. Er besuchte ein Jahr lang die University of California, verpflichtete sich dann jedoch bei der United States Coast Guard, bei der er Box- und Wrestlingmeister wurde. Seine kräftige Statur prägte später auch seine Rollen, ebenso wie sein grimmiges Gesicht und seine markant tiefe Stimme, weshalb er zumeist als Bösewicht besetzt wurde. Als Schauspieler reiste er zunächst mit Theatertruppen umher. Zwischen 1920 und 1932 kam er so in mehr als 400 Bühnenstücken quer durch die Vereinigten Staaten zum Einsatz. 1929 trat er erstmals in New York auf einer Theaterbühne auf. Ein Jahr später war er in dem ursprünglich für den Broadway produzierten Stück Berkeley Square zu sehen. 1930 gab er schließlich sein Leinwanddebüt und wurde fortan hauptsächlich in Nebenrollen besetzt.
Im Jahr 1935 spielte er den Oberon in der Shakespeare-Verfilmung Ein Sommernachtstraum neben James Cagney und Olivia de Havilland. Das Branchenblatt Variety zählte seine Darstellung des Elfenkönigs zu den „herausragenden Vorstellungen“ des Films. Drei Jahre später war er in der Rolle des Indianer-Joe in der Mark-Twain-Verfilmung Toms Abenteuer zu sehen. Im Filmklassiker Vom Winde verweht (1939) verkörperte er in einer Nebenrolle den opportunistischen Sklavenaufseher Jonas Wilkerson, der später versucht, Scarlett O’Hara die Plantage Tara wegzunehmen. In zahlreichen Western verkörperte Jory verschlagene Yankees oder Indianer. Zu seinen späteren Filmrollen zählen der Vater der taubblinden Schriftstellerin Helen Keller im Oscar-prämierten Drama Licht im Dunkel (1962) sowie der Häuptling der Indios an der Seite von Steve McQueen und Dustin Hoffman im Gefangenendrama Papillon (1973).

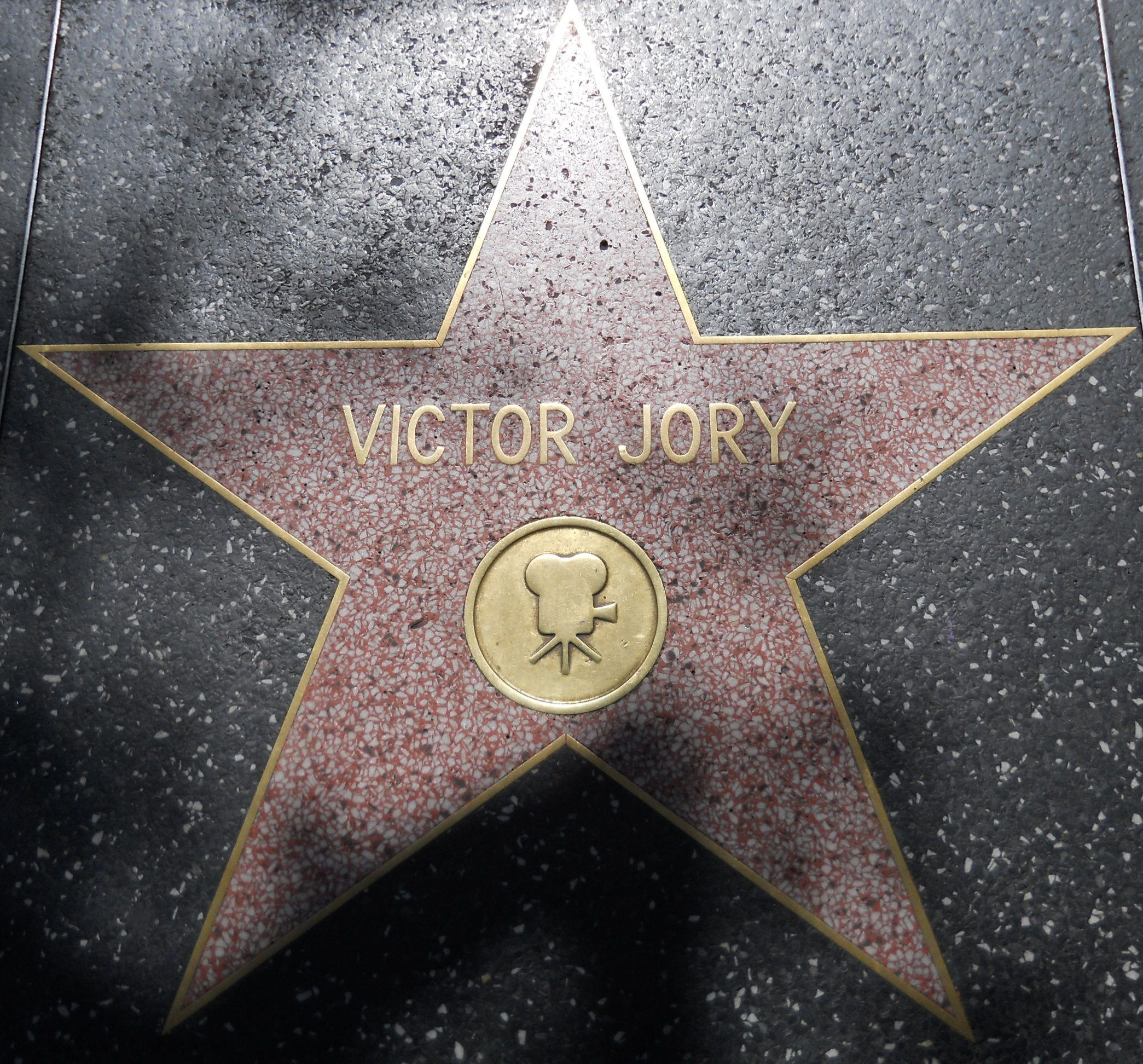
Victor Jorys Stern auf dem Hollywood Walk of Fame

Im Laufe der Jahre drehte Jory mehr als 100 Filme und erhielt dafür einen Stern auf dem Hollywood Walk of Fame (6605 Hollywood Boulevard). Während der 1940er Jahre trat er mehrfach am Broadway auf, unter anderem von 1946 bis 1947 in Shakespeares Heinrich VIII. Auch beim Hörfunk war er mit mehr als 1200 Radioauftritten überaus aktiv. Bisweilen war Jory auch als Theaterregisseur und Autor tätig. So schrieb er etwa das Broadway-Stück Five Who Were Mad sowie mehrere Fernsehdrehbücher.
Ab den 1950er Jahren wirkte er in zahlreichen Fernsehserien mit, so z. B. mit Gastauftritten in Stationsarzt Dr. Kildare (1962), Alfred Hitchcock präsentiert (1963), Rauchende Colts (1965), Bonanza (1966), Der Chef (1967), Kung Fu (1974) und Detektiv Rockford – Anruf genügt (1978). In der Polizeiserie Manhunt, auch bekannt unter dem deutschen Titel Gesucht wird …, bekleidete er zwischen 1959 und 1961 in 78 Folgen die Hauptrolle des Police Detective Howard Finucane. Er betätigte sich zudem als Schauspiellehrer und hielt Vorträge.
Aus seiner Ehe mit Jean Inness, die von 1928 bis zu ihrem Tod am 27. Dezember 1978 währte, gingen die beiden Söhne Jean und Jon hervor. Letzterer leitete 31 Jahre das Theater in Louisville, Kentucky, und arbeitete später als Professor für Schauspiel an der University of Washington in Seattle. Victor Jory starb 1982 im Alter von 79 Jahren an einem Herzinfarkt in Santa Monica, Kalifornien.

## Filmografie (Auswahl)

### Filme
- 1930: Die Abtrünnigen (Renegades)
- 1932: The Pride of the Legion
- 1932: Handle with Care
- 1933: Second Hand Wife
- 1933: Jahrmarktsrummel (State Fair)
- 1933: Seemannsglück (Sailor’s Luck)
- 1933: Infernal Machine
- 1933: Trick for Trick
- 1933: I Loved You Wednesday
- 1933: Die Legion des Todes (The Devil’s in Love)
- 1933: My Woman
- 1934: Murder in Trinidad
- 1934: He Was Her Man
- 1934: Madame Dubarry  (Madame Du Barry)
- 1934: Abenteuer in Borneo (Pursued)
- 1934: White Lies
- 1935: Streamline Express
- 1935: Party Wire
- 1935: Ein Sommernachtstraum (A Midsummer Night’s Dream)
- 1935: Escape from Devil’s Island
- 1935: Too Tough to Kill
- 1936: The King Steps Out
- 1936: Meet Nero Wolfe
- 1936: Rangle River
- 1937: Bulldog Drummond at Bay
- 1937: First Lady
- 1938: Toms Abenteuer (The Adventures of Tom Sawyer)
- 1939: Wings of the Navy
- 1939: Herr des wilden Westens (Dodge City)
- 1939: Women in the Wind
- 1939: Rache für Alamo (Man of Conquest)
- 1939: Fräulein Winnetou (Susannah of the Mounties)
- 1939: Todesangst bei jeder Dämmerung (Each Dawn I Die)
- 1939: I Stole a Million
- 1939: Call a Messenger
- 1939: Vom Winde verweht (Gone with the Wind)
- 1940: The Shadow
- 1940: The Lone Wolf Meets a Lady
- 1940: Girl from Havanna
- 1940: Cherokee Strip
- 1940: The Green Archer
- 1940: Give Us Wings
- 1940: Lady with Red Hair
- 1941: Die Rächer von Missouri (Bad Men Of Missouri)
- 1941: Die Wölfe von Kansas (Wide Open Town)
- 1941: Charlie Chan in Rio
- 1941: Riders of the Timberline
- 1941: Secrets of the Lone Wolf
- 1942: Shut My Big Mouth
- 1943: Power of the Press
- 1943: Fracht für Missouri (Buckskin Empire)
- 1943: Colt Comrades
- 1943: Der Sheriff von Kansas (The Kansan)
- 1943: Der unbekannte Gast (The Unknown Guest)
- 1948: Liebesnächte in Sevilla (The Loves of Carmen)
- 1948: Die Geliebte des Marschalls (The Gallant Blade)
- 1949: A Woman’s Secret
- 1949: Konterbande (South of St. Louis)
- 1949: Canadian Pacific
- 1949: Die Stadt der rauhen Männer (Fighting Man of the Plains)
- 1950: The Capture
- 1950: Die Todesschlucht von Arizona (The Cariboo Trail)
- 1951: Der maskierte Kavalier (The Highwayman)
- 1951: Die Höhle der Gesetzlosen (Cave of Outlaws)
- 1952: Die roten Teufel von Arizona (Flaming Feather)
- 1952: Der Sohn von Ali Baba (Son of Ali Baba)
- 1952: Der Löwe von Arizona (Toughest Man in Arizona)
- 1953: Der Mann vom Alamo (The Man from the Alamo)
- 1953: Cat-Women of the Moon
- 1954: Das Tal der Könige (Valley of the Kings)
- 1954: Sabaka
- 1956: Aasgeier (Manfish)
- 1956: Blackjack Ketchum, Desperado
- 1956: König der Hochstapler (Death of a Scoundrel)
- 1957: The Man Who Turned to Stone
- 1957: Im Schatten der Schlinge (Last Stagecoach West)
- 1960: Der Mann in der Schlangenhaut (The Fugitive Kind)
- 1962: Licht im Dunkel (The Miracle Worker)
- 1964: Cheyenne (Cheyenne Autumn)
- 1965: Who Has Seen the Wind? (TV-Film)
- 1968: Die nackte Tote (Jigsaw)
- 1969: Mackenna’s Gold
- 1969: Zeit zum Sterben (A Time for Dying)
- 1970: Der Indianer (Flap)
- 1973: Papillon
- 1975: Perilous Voyage (TV-Film)
- 1975: The Boy Who Talks to Whales
- 1976: The Father Kino Story
- 1978: Der Höllenhund (Devil Dog: The Hound of Hell) (TV-Film)
- 1980: Macht der Mächtigen (Power) (TV-Film)
- 1980: Duell am Wind River (The Mountain Men)

### Fernsehserien
- 1952: Tales of Tomorrow (zwei Folgen)
- 1955: Kings Row (eine Folge)
- 1955–1957: Climax! (drei Folgen)
- 1956: Geschichten, die der Alltag schrieb (TV Reader’s Digest) (zwei Folgen)
- 1956: Telephone Time (eine Folge)
- 1956/1957: Omnibus (zwei Folgen)
- 1957: Crossroads (eine Folge)
- 1958: Pursuit (eine Folge)
- 1958: Target (eine Folge)
- 1959: Josh (Wanted: Dead or Alive) (eine Folge)
- 1959–1961: Gesucht wird … (Manhunt) (78 Folgen)
- 1959/1962: Tausend Meilen Staub (Rawhide) (zwei Folgen)
- 1962: Stationsarzt Dr. Kildare (Dr. Kildare) (eine Folge)
- 1962: Schauplatz Los Angeles (The New Breed) (zwei Folgen)
- 1962: Nachdenkliche Geschichten (Insight) (eine Folge)
- 1962: Die Unbestechlichen (The Untouchables) (eine Folge)
- 1962: Polizeirevier 87 (87th Precinct) (eine Folge)
- 1962: Empire (eine Folge)
- 1963: Wide Country (eine Folge)
- 1963: Alfred Hitchcock präsentiert (The Alfred Hitchcock Hour) (eine Folge)
- 1963: Temple Houston (eine Folge)
- 1964: Das große Abenteuer (The Great Adventure) (eine Folge)
- 1964: Suspense (eine Folge)
- 1964: Amos Burke (eine Folge)
- 1964: Zivilcourage (Profiles in Courage) (eine Folge)
- 1964: Katy (eine Folge)
- 1964–1969: Die Leute von der Shiloh Ranch (The Virginian) (fünf Folgen)
- 1965: Rauchende Colts (Gunsmoke) (eine Folge)
- 1965: Stunde der Entscheidung (Kraft Suspense Theatre) (eine Folge)
- 1966: Bonanza (eine Folge)
- 1966: Hazel (eine Folge)
- 1966: Tennisschläger und Kanonen (I Spy) (eine Folge)
- 1966: The Loner (eine Folge)
- 1966: The Legend of Jesse James (eine Folge)
- 1966: F Troop (eine Folge)
- 1966: The Green Hornet (eine Folge)
- 1966: Iron Horse (eine Folge)
- 1967: The Road West (eine Folge)
- 1967: Time Tunnel (eine Folge)
- 1967: Die Seaview – In geheimer Mission (Voyage to the Bottom of the Sea) (eine Folge)
- 1967: Der Chef (Ironside) (eine Folge)
- 1968: The High Chaparall (eine Folge)
- 1968: The Name of the Game (eine Folge)
- 1969/1971: Mannix (zwei Folgen)
- 1971: Longstreet (eine Folge)
- 1972: Banacek (eine Folge)
- 1973: Teufelskreis der Angst (Ghost Story) (eine Folge)
- 1974: Kung Fu (eine Folge)
- 1974: Ein Sheriff in New York (McCloud) (eine Folge)
- 1974: Der Nachtjäger (Kolchak: The Night Stalker) (eine Folge)
- 1974: Nakia, der Indianersheriff (Nakia) (drei Folgen)
- 1978: Detektiv Rockford – Anruf genügt (The Rockford Files) (eine Folge)
- 1978–1979: Greatest Heroes of the Bible (15 Folgen)
- 1980: Mavericks großes Spiel (Young Maverick) (eine Folge)